# Žavoronok
Žavoronok (Жаворонок) è un film del 1964 diretto da Nikita Kurichin e Leonid Menaker.